# Hannelore Fabry
Hannelore Fabry (* 9. August 1920 in Berlin als Hannelore Denker; † 2014), auch Hannelore Denker-Fabry, war eine deutsche Schauspielerin, Operettensängerin, Synchron- und Hörspielsprecherin.

## Karriere
Hannelore Fabry begann ihre Karriere als Schauspielerin und Operettensängerin kurz vor Ausbruch des Zweiten Weltkrieges. In der Spielzeit 1948/1949 spielte sie in der Optimistischen Tragödie nach Wsewolod Wischnewski auf der Maxim-Gorki-Bühne in Schwerin. Leitender Intendant war dort damals Wolfgang E. Stuck. Dieser besetzte sie 1953 in seiner Inszenierung der Operette Zehn Mädchen und kein Mann in Berlin. Seit den späten 1950er Jahre war sie auch am Berliner Admiralspalast engagiert. 1961 spielte Fabry die bekannte Dialektsängerin Claire Waldoff in der Revue Das hat Berlin schon mal gesehen im Friedrichstadt-Palast. 1964 gab Hannelore Fabry die Lady Augusta in Oscar Wildes Musical Mein Freund Bunbury am Metropol-Theater.
In den 1960er Jahren arbeitete Fabry an der Staatsoperette Dresden, wo sie 1965 die Haushälterin in der erfolgreichen Inszenierung von Alan J. Lerners My Fair Lady gab und 1969 in der Rolle der Babette in Das Fräulein wird Minister oder Hoftheater von Fritz Steiner und Rosemarie Dietrich zu sehen war.
In den 1980er Jahren war Hannelore Fabry in Fernsehspielen der DDR zu sehen, so in Susanne und der arme Teufel von 1983 und Sich einen Mann backen von 1984. 1987 spielte Hannelore Fabry Else Borella in sechs Episoden der Serie Kiezgeschichten. Zudem war sie in zwei Folgen von Polizeiruf 110 (seit 1971) zu sehen. In Spreewaldfamilie (1990–1991) spielte sie in drei Folgen die Schwester Erika.
Aufgrund ihrer recht tiefen kraftvollen Stimme begann Fabry ebenfalls in den frühen 1980er Jahren mit der Arbeit als Synchronsprecherin in Fernsehserien und Spielfilmen. Sie sprach beispielsweise für Megs Jenkins in der DDR-Synchronfassung von Tiger Bay (1959; dt. 1985), für Gloria Foster als Orakel in Matrix (1999) und für Cloris Leachman als Großmutter Ida in Malcolm mittendrin (2000–2006).

## Synchronisation (Auswahl)
Quelle: Deutsche Synchronkartei

### Spielfilme
- 1949: Elspeth Dudgeon als Dickons Mutter in Der geheime Garten (dt. 1998)
- 1970: Licia Lombardi als Senora Garesi in Einsame Herzen (dt. 1983)
- 1970: Pamela Brown als Mrs. Linton in Sturmhöhe (dt. 1996)
- 1993: Lois Smith als Mrs. Foster in Falling Down – Ein ganz normaler Tag
- 1996: Joanne Pankow als Hester Shaver in Lotterie des Schreckens
- 1997: Elaine Stritch als Mavis LaBreche in Tango gefällig?
- 1999: Gloria Foster als Orakel in Matrix
- 2007: Esme Melville als Mrs. Collard in Unter der Sonne Australiens

### Fernsehserien
- 1970–1977: Bodil Udsen als Emma in Oh, diese Mieter!
- 1996–2001: Elmarie Wendel als Mrs. Mamie Dubcek in Hinterm Mond gleich links (1. Stimme)
- 1996–2005: Doris Roberts als Marie Barone in Alle lieben Raymond

## Hörspiele (Auswahl)
- 1959: Als Domenica Guidé-Woller in Schüsse an der Seine, Regie: Joachim Witte, Rundfunk der DDR
- 1977: Als Laura in Edes Erben, Regie: Hans Knötzsch, Rundfunk der DDR
- 1981: Als Kaffeetante in Mauz und das Schreckgespenst, Regie: Wolfgang Brunecker, Rundfunk der DDR
- 2008: Als Hexe in Offenbarung 23, Episode 23: Der Jungbrunnen, Regie: Lars Peter Lueg, Lübbe Audio